# Romain Sicard
Romain Sicard (Bayona, 1 de enero de 1988) es un exciclista francés retirado en abril de 2021.
Creció en Hasparren (Pirineos Atlánticos) en la región natural francesa del País Vasco francés.
En 2009 se proclamó campeón del mundo en ruta en la categoría sub-23, en el año de su debut profesional en las filas del equipo Orbea, equipo filial del UCI ProTeam Euskaltel-Euskadi. Para la temporada 2010 fichó por el Euskaltel-Euskadi, incorporándose así a la élite del ciclismo mundial. Tras la desaparición de este a finales de 2013, firmó contrato con el equipo francés Team Europcar, donde permaneció hasta su retirada en abril de 2021 por problemas cardiacos.

## Trayectoria deportiva

### Categorías inferiores
Antes de su paso a profesional compaginó la ruta con la modalidad de pista. Siendo sus victorias más destacadas la del Campeonato de Francia Americana cadete en 2004 y la del Campeonato de Francia Scratch (ya en categoría absoluta) en 2008, a una edad de tan solo 20 años. En cuanto a la ruta participó varias veces con la selección de Aquitania en categorías inferiores ganando algunas carreras en Guipúzcoa y Francia. Hasta los 18 años, antes de fichar por el GSC Blagnac, formó parte de los equipos VC Tarnos (menor y cadete) y UC Colomiers (junior). Este último en Toulouse debido a la falta de equipos en su zona de residencia.

#### 2007-2008: GSC Blagnac y contactos con la Fundación Euskadi
Sicard fichó por el equipo amateur del GSC Blagnac considerado como un buen contrarrelojista debido a su experiencia y victorias en carreras en pista que siguió compaginando con la ruta durante esos dos años. Su primer año en la categoría no destacó ya que obtuvo solo una victoria en mayo, en una carrera limitada a nacionales, la Ronde du Sidobre.
Un año después consiguió el Trophée de l'Essor, una de las 6 carreras amateurs dentro de la competición llamada Essor Basque, disputada en febrero en territorio vasco-francés. Ese mismo año participó con su equipo en su primera carrera profesional: la Ronde d'Isard; donde culminó noveno gracias al cuarto puesto conseguido en una de las etapas montañosas de esa edición. A pesar de conseguir más puestos de honor que el pasado año, aún seguía siendo más destacado en las pruebas del velódromo. Así se demostró en el citado campeonato francés de Scratch que logró en ese último año de amateur.
Sus resultados aun siendo buenos no fueron suficientes como para llamar la atención a la mayoría de equipos profesionales debido a su falta de victorias. Sin embargo, Miguel Madariaga se interesó por él. Miguel Madariaga, presidente de la Fundación Euskadi (gestora a su vez del equipo Euskaltel-Euskadi), buscaba un vascofrancés para su formación desde 2007 (el único que había corrido en ella había sido Thierry Elissalde, en 1994 y 1995). Tras varias pruebas físicas durante el 2008, ambas partes cerraron el acuerdo y Sicard fichó por el equipo profesional Orbea, de categoría Continental, filial del Euskaltel-Euskadi y gestionado también por la Fundación Euskadi.

### Ciclismo profesional

#### 2009: revelación del Orbea, Tour del Porvenir y Mundial sub-23

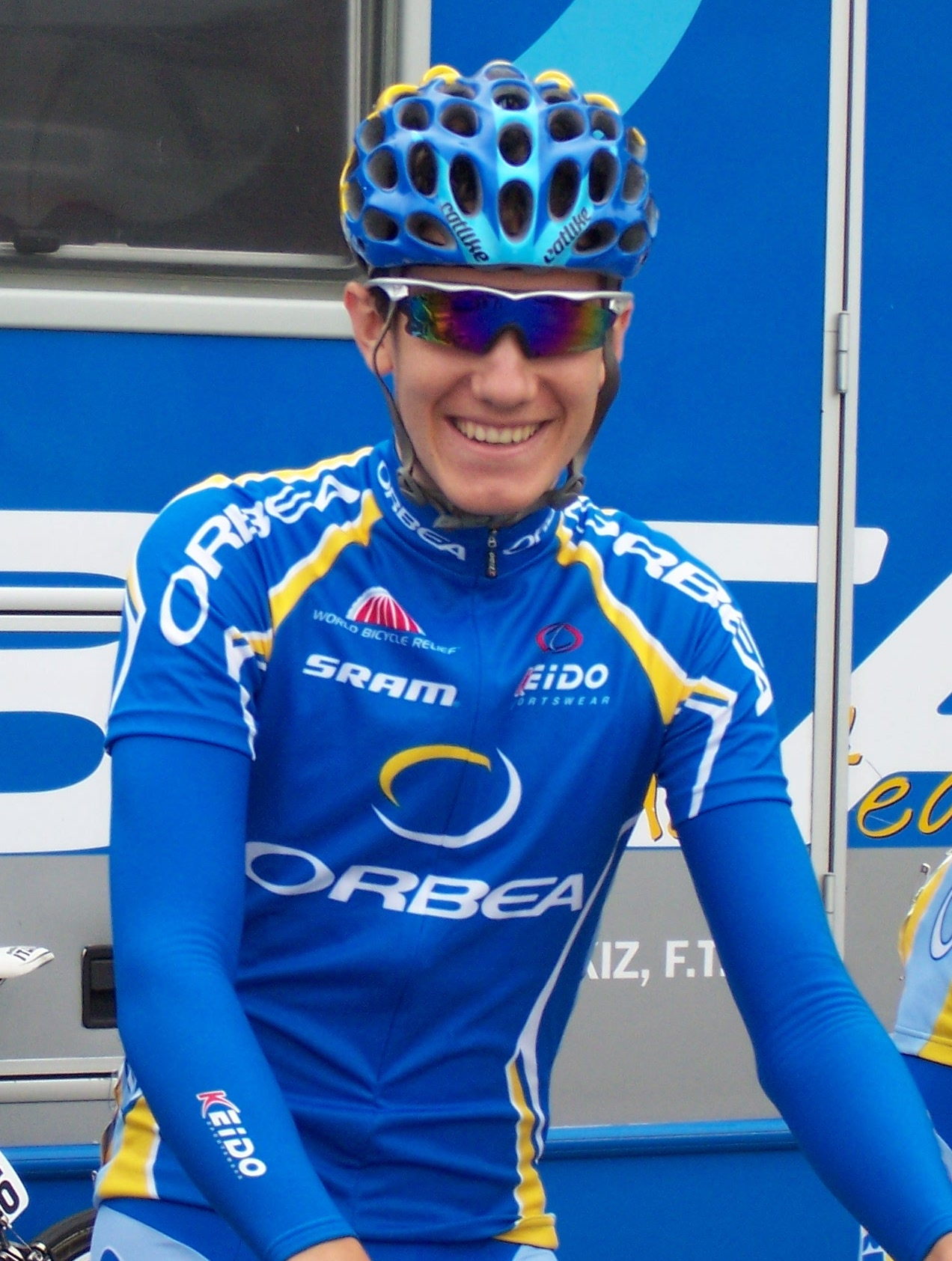
Sicard en la Ronde d'Isard 2009.

En la primera carrera que corrió como profesional disputada en febrero, la Challenge a Mallorca, (primera carrera ciclista profesional en España que suponía también el debut en la temporada del Orbea), obtuvo la clasificación de los sprints especiales. Poco después también ganó la misma clasificación en el G. P. Miguel Induráin. Su primera victoria como profesional fue en mayo, en la Subida al Naranco, donde también se hizo con la clasificación de la montaña; tras rodar 50 km en solitario y al beneficiarse de un paso a nivel que hizo parar al pelotón. Una semana después fue tercero en el Tour de Haut Anjou y a finales de ese mes ganó la etapa reina de la Ronde d'Isard con final en Plateau de Beille, lo que le sirvió para que el Euskaltel-Euskadi lo fichase para las siguientes dos temporadas.
Tras ganar las carreras más prestigiosas para corredores sub-23, el Tour del Porvenir y el Campeonato del Mundo en Ruta sub-23, finalizó la temporada siendo cuarto en el Cinturó de l'Empordá. Además obtuvo el puesto 22º del UCI Europe Tour (20º de facto al haber dos puestos vacantes de sendos corredores sancionados por dopaje que estuvieron por delante de él), siendo el más joven y el mejor debutante en el profesionalismo de ese ranking y el mejor Orbea de toda la historia del equipo en dicha clasificación.

##### Tour del Porvenir
Como consecuencia de su exitosa temporada en 2009, a principios de septiembre de ese mismo año, fue seleccionado para correr el Tour del Porvenir con la selección de France A, dado que Francia tenía un segundo equipo (France B) al disputarse la carrera en dicho país, donde se alzó como ganador de la clasificación final. Además consiguió la victoria de la octava etapa (contrarreloj individual), y fue segundo en la primera etapa y en la etapa reina con final en Gérardmer.
No obstante, en la última etapa cedió el liderato de la clasificación por puntos y de la montaña, y además le sumaron dos minutos en la clasificación general ya que los jueces árbitro le sancionaron por "ayuda material irregular de un corredor de otro equipo". Finalmente, a causa de dicha sanción, su renta con Tejay van Garderen (segundo en la general) fue de solamente un segundo, aunque a pesar de ella el resto de corredores acabaron a más de un minuto de Sicard en la general final.

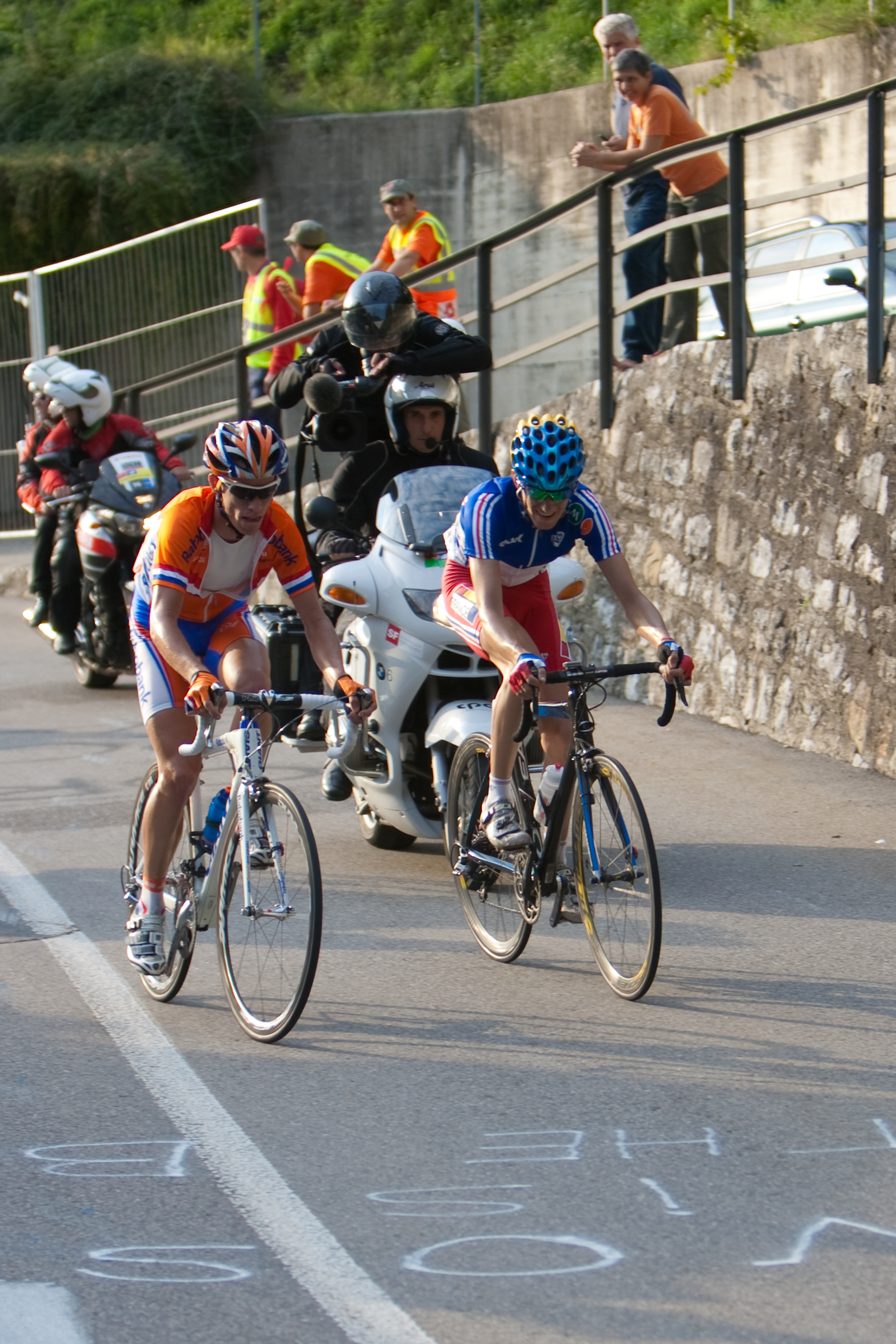
Sicard escapado con Michel Kreder en el Mundial de Fondo en Carretera sub-23.

##### Mundial sub-23
Dos semanas después, en el Mundial de Fondo en Carretera celebrado en la localidad de Mendrisio (Suiza), participó con la selección francesa en la prueba en ruta sub-23 siendo uno de los grandes favoritos. En ella se impuso en solitario, tras dejar atrás en la última vuelta a su compañero de fuga (formada en la penúltima vuelta), el holandés Michel Kreder. Le siguieron en la línea de meta el colombiano Carlos Alberto Betancourt (plata) y el ruso Egor Silin (bronce).
Se convirtió así en el segundo ciclista en la historia que lograba ganar el Tour del Porvenir y el Mundial sub-23 en una misma temporada, después de que el francés Régis Ovion lo consiguiese en 1971.

#### 2010: debut en el UCI ProTour
Debutó con el Euskaltel-Euskadi en la carrera UCI ProTour del Tour Down Under. En su segunda carrera, el Tour de Haut-Var (de menor nivel que la primera al encuadrarse en el UCI Europe Tour), consiguió subir al podio como ganador de la clasificación de la montaña.
Como resultados destacados en clasificaciones generales en esa temporada figuraron: décimo puesto en Vuelta a Baviera; noveno puesto, con el triunfo de la clasificación sub-23, en la Vuelta a la Rioja; y, sobre todo, un decimoprimer puesto en el Criterium du Dauphiné Libéré, siendo además segundo en la cuarta etapa con final en alto en Risoul. Además, a finales de julio ganó la clasificación de la montaña de la Clásica de Ordizia, después de estar gran parte de la prueba escapado.
A pesar de volver a ser seleccionado para disputar el Tour del Porvenir, Sicard renunció a defender el título. El equipo había programado que su temporada acabase a finales de agosto con la Clásica de l'Indre en Francia, mientras que el Tour del Porvenir se prolongaba hasta mediados de septiembre. Además, Sicard le dijo al seleccionador francés que ya había tenido su momento de gloria en 2009 y prefería dejar su puesto a otro corredor. Dicha decisión fue conocida poco después de que se hiciese pública su renovación con el conjunto vasco hasta el año 2012 al igual que Igor Antón, con otros dos años más opcionales si continuaba el equipo.

#### 2011: lesión de larga duración
Debido a una lesión en su pierna derecha que en el equipo no lograron diagnosticar durante ese año solo tuvo 17 días de competición. A mediados de año finalmente le diagnosticaron un desequilibrio muscular producido por varias razones como una caída y un cambio de calas que le hicieron pedalear de una manera incorrecta e ineficiente no disputando ninguna carrera entre abril y agosto debido a las pruebas y su posterior tratamiento de esa lesión. Si bien tras su vuelta a la competición solo logró acabar una de las cinco carreras que disputó.
En noviembre, fuera ya de la temporada ciclista, fue expedientado por su equipo por un positivo en un control de alcoholemia. Poco después Sicard pidió disculpas públicas por su comportamiento.

## Palmarés

### Pista
2008 (como amateur)
- Campeonato de Francia Scratch

### Carretera
2009
- Subida al Naranco
- 1 etapa de la Ronde d'Isard
- Tour del Porvenir, más 1 etapa
- Campeonato Mundial en Ruta sub-23

## Resultados en Grandes Vueltas y Campeonato del Mundo
Durante su carrera deportiva consiguió los siguientes puestos en las Grandes Vueltas y en los Campeonatos del Mundo en carretera:
| Carrera              | Carrera              | 2009 | 2010 | 2011 | 2012 | 2013  | 2014 | 2015 | 2016 | 2017 | 2018 | 2019 | 2020 |
| -------------------- | -------------------- | ---- | ---- | ---- | ---- | ----- | ---- | ---- | ---- | ---- | ---- | ---- | ---- |
|                      | Giro de Italia       | —    | —    | —    | —    | —     | 51.º | —    | —    | —    | —    | —    | —    |
|                      | Tour de Francia      | —    | —    | —    | —    | 122.º | —    | 33.º | 81.º | 66.º | 73.º | 80.º | 31.º |
|                      | Vuelta a España      | —    | —    | —    | 44.º | —     | 13.º | 15.º | 55.º | —    | —    | —    | 45.º |
| Mundial Contrarreloj | Mundial Contrarreloj | —    | —    | —    | —    | —     | —    | 46.º | —    | —    | —    | —    | —    |

—: no participa
Ab.: abandono

## Equipos
- GSC-Blagnac (2007-2008) (amateur)
- Orbea (2009)
- Euskaltel-Euskadi (2010-2012)
- Euskaltel Euskadi (2013)
- Europcar/Direct Énergie (2014-04.2021)
  - Team Europcar (2014-2015)
  - Direct Énergie (2016-04.2019)
  - Team Total Direct Énergie (04.2019-04.2021)

## Premios, reconocimientos y distinciones
- Trofeo "Velo Star de Demain" 2009[47][6]
- Mejor deportista vasco 2009 (Deia)[48]
- Trofeo de los amigos "Euskadi Iparralde" 2009[6]
- 2º en la clasificación del "Velo 101" 2009[6]